# Barinque
Barinque település Franciaországban, Pyrénées-Atlantiques megyében. Lakosainak száma 584 fő (2022. január 1.). Barinque Saint-Armou, Anos, Bernadets, Escoubès, Higuères-Souye, Lasclaveries, Riupeyrous és Sévignacq községekkel határos.

## Népesség
A település népességének változása:
| Lakosok száma | 587  | 614  | 625  | 628  | 606  | 597  | 592  | 592  | 589  | 584  |
|               | 2010 | 2013 | 2015 | 2016 | 2017 | 2018 | 2019 | 2020 | 2021 | 2022 |